# República de Cotxinxina

Bandera de la república de 1946 a 1948

La república de Cotxinxina fou un estat autònom que va existir de 1946 a 1949 a la part sud del Vietnam en el que fou la colònia de Cotxinxina (o Cotxinxina francesa).

## Antecedents
La colònia de Cotxinxina formava part de l'Indoxina Francesa, però des de 1941 estava sota ocupació japonesa si bé administrat per funcionaris francesos lleials al govern de Vichy. El març de 1945 els japonesos van eliminar les autoritats franceses i van ocupar el seu lloc i pocs dies després es va proclamar l'imperi d'Annam com a estat independent, format per l'antic protectorat d'Annam (la part central del Vietnam) i el Tonkin (nominalment un protectorat, ja que es reconeixia la seva vinculació al emperador d'Annam, però administrat com una colònia). L'agost el territori de Cotxinxina fou incorporat a l'imperi d'Annam o Vietnam però pocs dies després els japonesos es van rendir a la guerrilla nacional del Viet Minh durant l'anomenada Revolució d'agost. El 2 setembre 1945 el Vietminh va establir la República Democràtica del Vietnam amb el territori d'Annam, Tonkín i Cotxinxina. La República Democràtica del Vietnam va celebrar eleccions generals el 6 de gener de 1946 en totes les àrees del Vietnam, incloent Cotxinxina, per tal de formar la primera Assemblea Nacional del Vietnam.

## La República
L'1 de juny de 1946 els francesos, en violació de l'acord Ho-Sainteny de març de 1946, per decisió de l'Alt Comissionat d'Argenlieu, van proclamar una república autònoma de Cotxinxina l'1 de juny de 1946, mentre els líders del Viet Minh eren a França per negociacions; es tractava d'un estat titella francès que només podia existir amb el suport de les forces franceses. La guerra entre França i el Viet Minh va ser inevitable (1946-1954). Cotxinxina va rebre el nom de "República Autònoma de Cotxinxina" i Nguyen Van Thinh fou el primer cap de govern. Aquest va morir en un aparent suïcidi al novembre de l'any 1946. Va ser succeït per Le Van Hoach, un membre de la secta Cao Dai. El 1947, Nguyen Van Xuan el va substituir i va rebatejar el seu govern ("Govern Provisional de la República Autònoma de Cotxinxina") com a "Govern Provisional del Vietnam del Sud", declarant obertament el seu objectiu de reunir tot el país.
El següent any, el Govern Central Provisional del Vietnam va ser proclamat amb la fusió dels governs de l'Annam i Tonkin i del territori de Cotxinxina o Vietnam del Sud. Xuan va esdevenir primer ministre del nou govern i va deixar el càrrec a la Cotxinxina, on va ser reemplaçat per Tran Van Huu. Xuan i els francesos s'havien posat d'acord per reunir Vietnam, però Cotxinxina plantejava un problema a causa de la seva condició jurídica mal definida. La reunificació va ser rebutjada pels colons francesos, que encara eren influents en el consell de Cotxinxina, i pels autonomistes vietnamites del sud: van endarrerir el procés de reunificació amb l'argument que Cotxinxina seguia sent legalment una colònia - ja que el seu nou estatus de república mai havia estat ratificat per l'Assemblea Nacional francesa - i que qualsevol canvi territorial requeria l'aprovació del Parlament francès. Xuan va emetre una llei per la qual la Cotxinxina es reunia amb la resta del Vietnam, però va ser revocada pel Consell Cotxinxinès.
Cotxinxina va restar administrativament separada de la resta del Vietnam durant més d'un any, mentre que l'antic emperador Bao Dai - al qual els francesos volien portar de tornada al poder com una política alternativa a Ho Chi Minh - es va negar a tornar al Vietnam i assumirà el càrrec de cap d'Estat fins que es reunifiqués el país totalment.
El 14 de març 1949, l'Assemblea Nacional francesa va votar una llei que permetia l'establiment d'una Assemblea Territorial de Cotxinxina. Aquest nou parlament de Cotxinxina va ser triat el 10 d'abril 1949 i els representants vietnamites van esdevenir majoria. El 23 d'abril, l'Assemblea va aprovar la fusió Territorial del Govern Provisional del Vietnam del Sud amb el Govern Central Provisional del Vietnam. La decisió va ser al seu torn aprovat per l'Assemblea Nacional de França el 20 de maig i la fusió efectiva fou el 4 de juny. Així va néixer l'Estat del Vietnam seguidament proclamat amb Bao Dai com a cap d'Estat. El Vietminh i la seva república democràtica van conservar el poder al Tonkin (el 1954 el Vietnam fou repartit entre el Vietminh, que va rebre Tonkin i la part nord d'Annam -conegut com al Vietnam del Nord- i el govern de Bao Dai que va rebre la part central i sud de'Annam i l'antiga Cotxinxina - formant el que fou conegut com al Vietnam del Sud).